# Diocesi di Avellino

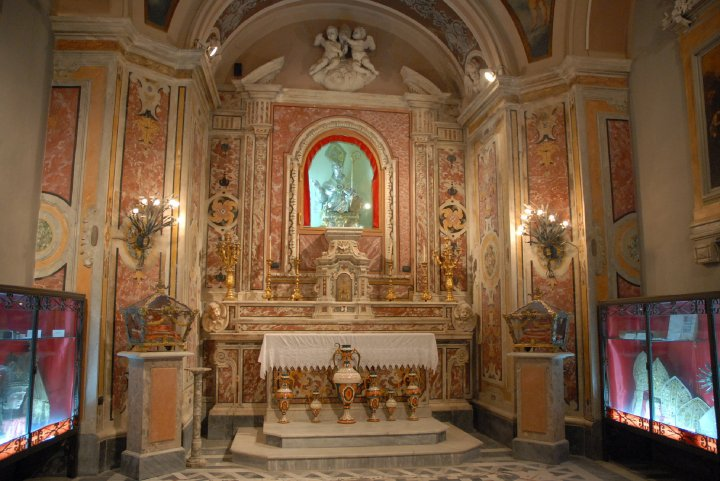
Cappella di San Modestino, all'interno della cattedrale di Avellino.

La diocesi di Avellino (in latino Dioecesis Abellinensis) è una sede della Chiesa cattolica in Italia suffraganea dell'arcidiocesi di Benevento appartenente alla regione ecclesiastica Campania. Nel 2022 contava 156.000 battezzati su 160.000 abitanti. È retta dal vescovo Arturo Aiello.

## Territorio
La diocesi comprende la città di Avellino e i comuni di Mercogliano (eccetto il territorio di pertinenza dell'abbazia di Montevergine), Pratola Serra, Summonte, San Potito Ultra, Serino, Grottolella, Aiello del Sabato, Forino, Prata di Principato Ultra, Sant'Angelo a Scala, Contrada, Atripalda, Montefredane, Taurasi, Manocalzati, San Mango sul Calore, Candida, Chiusano di San Domenico, Mirabella Eclano, Luogosano, San Michele di Serino, Sant'Angelo all'Esca, Capriglia Irpina, Paternopoli, Fontanarosa, Cesinali, Santo Stefano del Sole, Parolise, Santa Lucia di Serino, Ospedaletto d'Alpinolo, Sorbo Serpico, Monteforte Irpino e Salza Irpina in provincia di Avellino.
Sede vescovile è la città di Avellino, dove si trova la cattedrale di Santa Maria Assunta.
Il territorio si estende su 441 km² ed è suddiviso in 66 parrocchie, raggruppate in 6 foranie: Mirabella Eclano, Atripalda, Grottolella, Avellino, Monteforte Irpino e Serino.

## Storia
La diffusione del cristianesimo nel territorio del municipium di Abellinum, che corrispondeva all'odierno quartiere "Capo la Torre" di Atripalda, fu favorita dalla presenza di diverse strade consolari, la vera "rete" della diffusione del vangelo. La scoperta di diverse epigrafi cristiane e la presenza di necropoli e catacombe cristiane attestano «che vi fosse in Abellinum una Ecclesia ben organizzata fin dal tempo di Diocleziano, allorché fu duramente provata dalle persecuzioni».
Incerta è l'origine della diocesi, attestata storicamente per la prima volta sul finire del V secolo con il vescovo Timoteo, che prese parte al concilio romano indetto da papa Simmaco nel 499; è probabile che questo vescovo sia lo stesso Timoteo, menzionato senza indicazione della sede di appartenenza, a cui papa Gelasio I (492-496) affidò l'incarico, assieme ad altri vescovi, di istruire un processo contro due laici di Benevento che avevano violato il diritto di asilo arrestando un chierico in una chiesa; è ancora probabile che Timoteo sia da identificare con l'omonimo vescovo, menzionato senza indicazione della sede di appartenenza, che prese parte al concilio indetto da papa Gelasio nel 495.
Un monumentale epitaffio, databile al VI secolo, riporta il nome di Sabino, qualificato come sacerdos e presul nel suo testo, e come sanctus episcopus nell'epitaffio del discepolo Romolo. Incerta è l'identificazione di questo Sabino con il vescovo Sabinus Campanus che accompagnò papa Giovanni I a Costantinopoli nel 525, per far recedere l'imperatore Giustino I dai provvedimenti persecutori contro gli ariani; questa identificazione, sostenuta da alcuni autori, è smentita da altri che ritengono si tratti invece di Sabino di Canosa.
Dopo questi riferimenti storici, della Chiesa avellinese non si conosce più nulla a causa della guerra tra Goti e Bizantini che devastò la regione. Più tardi il territorio avellinese, conquistato dai Longobardi, veniva annesso al ducato di Benevento. Dal VII-VIII secolo fu costruita una nuova città sulla collina de "la Terra", luogo più sicuro e difendibile. La città longobarda era racchiusa fra le mura, quasi un castello, con uno sviluppo urbanistico concentrico intorno alla prima chiesa di Santa Maria. Nell'alto medioevo il circondario di Avellino venne a ricadere sotto la giurisdizione dei vescovi di Benevento.
La diocesi avellinese venne ricostituita nel X secolo. È menzionata per la prima volta nella bolla che papa Giovanni XIII scrisse al metropolita beneventano Landolfo I nel 969, con la quale concesse al prelato la facoltà di consacrare i suoi vescovi suffraganei, fra cui anche quello di Avellino. Tuttavia non si conoscono nomi di vescovi se non a partire dalla metà dell'XI secolo con il vescovo Truppualdo, menzionato in un atto notarile del 1053 conservato nell'archivio dell'abbazia di Montevergine. Altri vescovi noti dell'XI secolo sono: Goffredo, che prese parte al concilio lateranense del 1059, ma la cui attribuzione ad Avellino è controversa; Pietro, conosciuto grazie ad un atto del 1068, nel quale risulta già morto da tempo; e un anonimo vescovo, che nel 1071 partecipò alla consacrazione della chiesa abbaziale di Montecassino.
Nel 1126 il vescovo Giovanni I concesse all'abbazia di Montevergine l'immunità dalla giurisdizione dei vescovi avellinesi, che fu confermata dal successore, il vescovo Roberto, e sancita in seguito dai pontefici.
Nel corso del XII secolo fu costruita, con materiale di spoglio dei numerosi edifici romani presenti nel territorio di Avellino, la cattedrale in stile romanico, inaugurata nel 1167 dal vescovo Guglielmo. Nel contesto della costruzione dell'edificio, vennero trovate le reliquie dei santi Modestino, Fiorentino e Flaviano, che furono proclamati patroni della città e della diocesi avellinese. La tradizione, inaugurata dalla Vita scritta dal vescovo Ruggero nel XIII secolo, ha fatto di san Modestino il protovescovo di Avellino.
Il 9 maggio 1466, in forza della bolla Ex supernae maiestatis di papa Paolo II, il vescovo di Frigento Giovanni Battista di Ventura fu nominato anche vescovo di Avellino e le due sedi furono unite aeque principaliter. Tuttavia, nei primi decenni del XVI secolo due vescovi rinunciarono alla sede di Avellino per mantenere la sola sede di Frigento. L'unione si consolidò sotto il vescovo Silvio Messaglia e perdurò fino agli inizi dell'Ottocento.
Nel 1567 il vescovo Ascanio Albertini costruì il seminario diocesano, in ottemperanza ai decreti di riforma decisi dal concilio di Trento; distrutto da un terremoto nel 1732, venne ricostruito da Giovanni Paolo Torti Rogadei nel 1739.
Secondo la relazione della visita ad limina del 1795, la diocesi comprendeva 4 chiese collegiate, 23 parrocchie con cura d'anime ma senza rendite, 3 parrocchie nella città di Avellino e 130 alunni del seminario.
A seguito del concordato tra la Santa Sede e il Regno delle Due Sicilie, con la bolla De utiliori del 27 giugno 1818, papa Pio VII soppresse definitivamente la diocesi di Frigento: il suo territorio fu incorporato in quello di Avellino, pur restando le due porzioni non contigue tra loro. Al momento dell'unione, la diocesi di Avellino comprendeva gli abitati di Aiello, Atripalda, Bellizzi, Candida, Capriglia, Cesinali, Manocalzati, Monteforte, Montefredane, Parolise, Prata, Pratola, Salza, San Barbato, San Potito, Santo Stefano, Serra, Sorbo, Summonte e Tavernola.
Nell'Ottocento l'antica cattedrale romanica fu restaurata, conformandola al gusto neoclassico. Fu inaugurata dal vescovo Francesco Gallo (1855-1896), a cui si deve anche la pubblicazione di un catechismo per l'istruzione religiosa dei fedeli; lo stesso vescovo cercò di indire un sinodo diocesano e di promuovere l'Azione Cattolica in diocesi, ma con scarsi risultati.
Vero riformatore della diocesi è stato il vescovo Serafino Angelini (1896-1908): per tre volte organizzò la visita pastorale della diocesi, in preparazione del sinodo celebrato nel 1906; fondò l'«Unione sacerdotale del Sacro Cuore» a favore del clero diocesano, e il «Comitato cattolico diocesano» per la riforma del laicato; nel 1907 ampliò il seminario diocesano per accogliere i seminaristi delle diocesi vicine; riformò il metodo di insegnamento catechistico favorendo la nascita in ogni parrocchia della congregazione catechistica e delle scuole di religione.
Nel decennio precedente la seconda guerra mondiale la diocesi fu governata dal vescovo Francesco Petronelli (1929-1939), che istituì l'Azione Cattolica, la congregazione missionaria diocesana Maria Santissima della Purità e l'Opera delle vocazioni; celebrò il congresso eucaristico diocesano preparata da due congressi locali a Atripalda e a Fontanarosa.
Durante la guerra, a causa dei bombardamenti alleati, andarono distrutti l'episcopio e il seminario.
Dopo il concilio Vaticano II, la diocesi ha subito diverse modifiche territoriali: 
- il 15 ottobre 1979 ha acquisito due parrocchie dall'abbazia territoriale di Montevergine[16], cedendo alla stessa l'intero territorio del comune di Summonte[17];
- il 18 ottobre 1995 ha ceduto all'arcidiocesi di Sant'Angelo dei Lombardi-Conza-Nusco-Bisaccia il comune di Rocca San Felice[18];
- il 25 gennaio 1998 in virtù del decreto Quo uberius ha ceduto all'arcidiocesi di Sant'Angelo dei Lombardi-Conza-Nusco-Bisaccia i comuni di Frigento, Sturno, Gesualdo e Villamaina, alla diocesi di Ariano Irpino-Lacedonia il comune di Grottaminarda, la frazione di Starze di Summonte all'abbazia territoriale di Montevergine, acquisendo al contempo le parrocchie dei comuni di Forino, Contrada, San Michele di Serino, Santa Lucia di Serino e Serino dall'arcidiocesi di Salerno-Campagna-Acerno, e le tre parrocchie di Santa Maria degli Angeli di Chiusano di San Domenico, Maria Santissima Addolorata di Pratola Serra e Santa Margherita di San Mango sul Calore dall'arcidiocesi di Benevento;[19]
- il 15 maggio 2005 con il decreto Montisvirginis venerabilis Abbatia della Congregazione per i vescovi nove parrocchie dipendenti dall'abbazia di Montevergine sono state annesse alla diocesi di Avellino, che si è ingrandita con i comuni di Mercogliano, Ospedaletto d'Alpinolo, Sant'Angelo a Scala e nuovamente Summonte.[20]

Nel 1985 è stato istituito il museo diocesano dove furono raccolte le opere d'arte provenienti da tutta la diocesi e che si erano salvate dal terremoto dell'Irpinia del 1980.

## Cronotassi dei vescovi
Si omettono i periodi di sede vacante non superiori ai 2 anni o non storicamente accertati.

### Vescovi di Avellino
- Timoteo † (prima del 492/496 - dopo il 499)[4]
- San Sabino † (menzionato nel 525 ?)[21]
- Truppualdo † (menzionato nel 1053)
- Goffredo † (menzionato nel 1059)[22]
- Pietro † (? - prima di giugno 1068 deceduto)[23]
- Anonimo † (menzionato nel 1071)
- Giovanni I † (prima del 1114 - dopo il 1126)
- Roberto † (menzionato nel 1133)[24]
- Vigilanzio † (menzionato nel 1145)
- Guglielmo † (prima del 1167 - dopo il 1207)[25]
- Ruggero † (prima del 1215 - 10 aprile 1242 deceduto)[25]
  - Giacomo ? † (vescovo eletto)[26]
- Giovanni II † (prima del 1264 - 1266 dimesso)[25]
  - Sede vacante (1266-1288)[25]
  - Leonardo ? † (vescovo eletto)[26]
- Benedetto † (20 aprile 1288 - 1294 deceduto)[25]
- Francesco, O.F.M. † (8 aprile 1295 - 1310 deceduto)
- Nicola I, O.P. † (15 febbraio 1311 - 1324 deceduto)
- Goffredo Del Tufo † (1325 - 21 febbraio 1326 nominato vescovo di Tricarico)
- Natimbene, O.E.S.A. † (21 febbraio 1326 - 17 giugno 1334 nominato vescovo di Trivento)[27]
- Nicola II, O.P. † (17 giugno 1334 - 1351 deceduto)
- Raimondo, O.F.M. † (27 giugno 1351 - 1363 deceduto)
- Nicola III, O.F.M. † (16 ottobre 1363 - 1391 deceduto)
- Matteo † (1º marzo 1391 - 1422 o 1423 deceduto)
- Francesco Palombo † (25 ottobre 1423 - 12 dicembre 1431 nominato vescovo di Melfi)
- Fuccio † (10 febbraio 1432 - 1466 deceduto)

### Vescovi di Avellino e Frigento
- Battista de Ventura † (9 maggio 1466 - 1492 deceduto)
- Antonio De Pirro † (8 ottobre 1492 - 1503 deceduto)
  - Bernardino López de Carvajal † (28 luglio 1503 - 1505 dimesso) (amministratore apostolico)
- Antonio De Caro † (1505 - 27 ottobre 1507 nominato vescovo di Nardò)
- Gabriele Setario † (27 ottobre 1507 - 11 gennaio 1510 dimesso)
- Giovanni Francesco Setario † (11 gennaio 1510 - 1516 deceduto)
- Arcangelo Madrignano † (18 agosto 1516 - 28 marzo 1520 dimesso)
- Silvio Messaglia, O.Cist. † (28 marzo 1520 - 1544 deceduto)
- Geronimo Albertino † (19 gennaio 1545 - 1548 dimesso)
  - Bartolomé de la Cueva de Albuquerque † (12 settembre 1548 - 10 marzo 1549 dimesso) (amministratore apostolico)
- Ascanio Albertini † (10 maggio 1549 - 1580 deceduto)
- Pietrantonio Vicedomini † (4 novembre 1580 - 1591 dimesso)
- Fulvio Passerini † (21 giugno 1591 - 19 aprile 1599 nominato vescovo di Pistoia)
- Tommaso Vannini † (21 maggio 1599 - 5 maggio 1609 deceduto)
- Muzio Cinquini † (10 giugno 1609 - 15 dicembre 1625 dimesso)
- Bartolomeo Giustiniani † (9 febbraio 1626 - 24 aprile 1653 deceduto)
- Lorenzo Pollicini † (10 novembre 1653 - 10 luglio 1656 deceduto)
- Tommaso Brancaccio † (16 ottobre 1656 - 19 agosto 1669 nominato vescovo di Nardò)
- Giovanni Battista Lanfranchi, C.R. † (30 giugno 1670 - 3 gennaio 1673 deceduto)
- Carlo Pellegrini † (13 marzo 1673 - 3 maggio 1678 deceduto)
- Francesco Scannagatta † (12 giugno 1679 - 18 marzo 1700 deceduto)
- Emanuele Cicatelli † (28 maggio 1700 - 17 dicembre 1703 deceduto)
- Pietro Alessandro Procaccini † (15 dicembre 1704 - 9 giugno 1722 deceduto)
- Francesco Antonio Finy † (6 luglio 1722 - 29 luglio 1726 dimesso)
- Cherubino Tommaso Nobilione, O.P. † (31 luglio 1726 - 9 dicembre 1726 nominato vescovo di Andria)
- Giovanni Paolo Torti Rogadei, O.S.B. † (9 dicembre 1726 - 19 agosto 1742 deceduto)
- Antonio Maria Carafa, C.R. † (24 settembre 1742 - 4 maggio 1745 deceduto)
- Felice Leone, O.S.A. † (19 luglio 1745 - 9 luglio 1754 deceduto)[28]
- Benedetto Latilla, C.R.L. † (16 dicembre 1754 - 29 febbraio 1760 dimesso[29])
- Gioacchino Martinez † (21 aprile 1760 - 21 febbraio 1782 deceduto)
  - Sede vacante (1782-1792)
- Sebastiano de Rosa † (26 marzo 1792 - 14 maggio 1810 deceduto)
  - Sede vacante (1810-1818)

### Vescovi di Avellino
- Domenico Novi Ciavarria † (6 aprile 1818 - 4 maggio 1841 deceduto)
- Giuseppe Palma, O.Carm. † (3 aprile 1843 - 12 ottobre 1843 deceduto)
- Giuseppe Maria Maniscalco, O.F.M. † (17 giugno 1844 - 7 aprile 1854 nominato vescovo di Caltagirone)
- Francesco Gallo † (23 marzo 1855 - 16 settembre 1896 deceduto)
- Serafino Angelini † (30 novembre 1896 - 4 febbraio 1908 deceduto)
- Giuseppe Padula † (2 agosto 1908 - 18 novembre 1928 deceduto)
- Francesco Petronelli † (18 gennaio 1929 - 25 maggio 1939 nominato arcivescovo di Trani e Barletta)
- Guido Luigi Bentivoglio, O.C.S.O. † (27 luglio 1939 - 30 marzo 1949 nominato arcivescovo coadiutore di Catania[30])
- Gioacchino Pedicini † (22 novembre 1949 - 2 giugno 1967 ritirato[31])
- Pasquale Venezia † (2 giugno 1967 - 28 febbraio 1987 ritirato)
- Gerardo Pierro † (28 febbraio 1987 - 25 maggio 1992 nominato arcivescovo di Salerno-Campagna-Acerno)
- Antonio Forte, O.F.M. † (20 febbraio 1993 - 13 novembre 2004 ritirato)
- Francesco Marino (13 novembre 2004 - 11 novembre 2016 nominato vescovo di Nola)
- Arturo Aiello, dal 6 maggio 2017

## Statistiche
La diocesi nel 2022 su una popolazione di 160.000 persone contava 156.000 battezzati, corrispondenti al 97,5% del totale.
| anno | popolazione | popolazione | popolazione | presbiteri | presbiteri | presbiteri | presbiteri                | diaconi | religiosi | religiosi | parrocchie |
| anno | battezzati  | totale      | %           | numero     | secolari   | regolari   | battezzati per presbitero | diaconi | uomini    | donne     | parrocchie |
| ---- | ----------- | ----------- | ----------- | ---------- | ---------- | ---------- | ------------------------- | ------- | --------- | --------- | ---------- |
| 1950 | 120.000     | 120.000     | 100,0       | 139        | 103        | 36         | 863                       |         | 20        | 191       | 50         |
| 1959 | 130.000     | 130.000     | 100,0       | 125        | 89         | 36         | 1.040                     |         | 37        | 205       | 52         |
| 1968 | 133.000     | 133.155     | 99,9        | 116        | 85         | 31         | 1.146                     |         | 26        | 233       | 55         |
| 1980 | 121.500     | 130.500     | 93,1        | 100        | 68         | 32         | 1.215                     |         | 37        | 158       | 55         |
| 1990 | 139.200     | 139.800     | 99,6        | 105        | 69         | 36         | 1.325                     | 3       | 38        | 178       | 51         |
| 1999 | 143.418     | 145.418     | 98,6        | 106        | 76         | 30         | 1.353                     | 8       | 31        | 184       | 55         |
| 2000 | 143.418     | 145.418     | 98,6        | 98         | 72         | 26         | 1.463                     | 8       | 27        | 180       | 55         |
| 2001 | 143.500     | 145.500     | 98,6        | 96         | 69         | 27         | 1.494                     | 8       | 28        | 178       | 55         |
| 2002 | 143.500     | 145.000     | 99,0        | 100        | 72         | 28         | 1.435                     | 8       | 28        | 174       | 55         |
| 2003 | 143.500     | 145.000     | 99,0        | 99         | 71         | 28         | 1.449                     | 10      | 28        | 172       | 55         |
| 2004 | 143.500     | 146.000     | 98,3        | 98         | 70         | 28         | 1.464                     | 10      | 28        | 170       | 55         |
| 2006 | 159.500     | 162.500     | 98,2        | 97         | 72         | 25         | 1.644                     | 11      | 31        | 207       | 64         |
| 2012 | 158.800     | 163.300     | 97,2        | 103        | 72         | 31         | 1.541                     | 13      | 31        | 192       | 64         |
| 2015 | 159.400     | 166.000     | 96,0        | 91         | 70         | 21         | 1.751                     | 12      | 21        | 118       | 64         |
| 2018 | 156.000     | 162.000     | 96,3        | 91         | 70         | 21         | 1.714                     | 17      | 21        | 199       | 66         |
| 2020 | 156.000     | 162.000     | 96,3        | 82         | 68         | 14         | 1.902                     | 17      | 16        | 140       | 66         |
| 2022 | 156.000     | 160.000     | 97,5        | 127        | 80         | 47         | 1.228                     | 17      | 50        | 74        | 66         |